# Turcoraphidia flavinervis
Turcoraphidia flavinervis is een kameelhalsvliegensoort uit de familie van de Raphidiidae. De soort komt voor in Armenië en Azerbeidzjan.
Turcoraphidia flavinervis werd voor het eerst wetenschappelijk beschreven door Navás in 1927.